# Eemnes
Eemnes é um município dos Países Baixos, situado na província da Utreque. Tem 33,70 km² de área e sua população em 2020 foi estimada em 9.323 habitantes.